# カプアス川
カプアス川（インドネシア語、Sungai Kapuas）は、ボルネオ島西部を概ね東から西へと流れて南シナ海へと注ぐ、ボルネオ島内最長の河川である。全長約1,143 kmで、島を流れる川としては世界最長である。

## 流域
カプアス川はインドネシア最長の河川であり、ボルネオ島西部の主要な河川である。カプアス川の流域は、その全域がインドネシアの西カリマンタン州に属している。
同州北東端部、マレーシアのサラワク州との境界近くのカプアス・フル県の山地に端を発し、西へ流れる。ポンティアナックの南およそ20kmの場所で南シナ海に注ぐ。上中流域にはブトゥン・クリフン国立公園およびセンタルム湖国立公園があり、2018年にユネスコの生物圏保護区に指定された。特にラムサール条約登録地でもあるセンタルム湖地域は湿地と淡水湖および時に浸水する森林からなる広大な保護区であり、テングザルの最も大きな内陸個体群の生息地である。なお、この川の中流域のごく限られた地域には、肺を持たないカエルである Barbourula kalimantanensis が生息していることで知られている。
川の大部分は船の航行が可能であり、西カリマンタン州の重要な交通路となっている。島の奥地からの材木の輸送や、流域の集落への往来に使用されている。河口から約400km上流のサンガウ近くに橋がかかっている。
カプアス川の河口付近には、西カリマンタン州の州都であるポンティアナックが形成されており、ここには同州内有数の港も整備されている。